# Телемарк (горные лыжи)

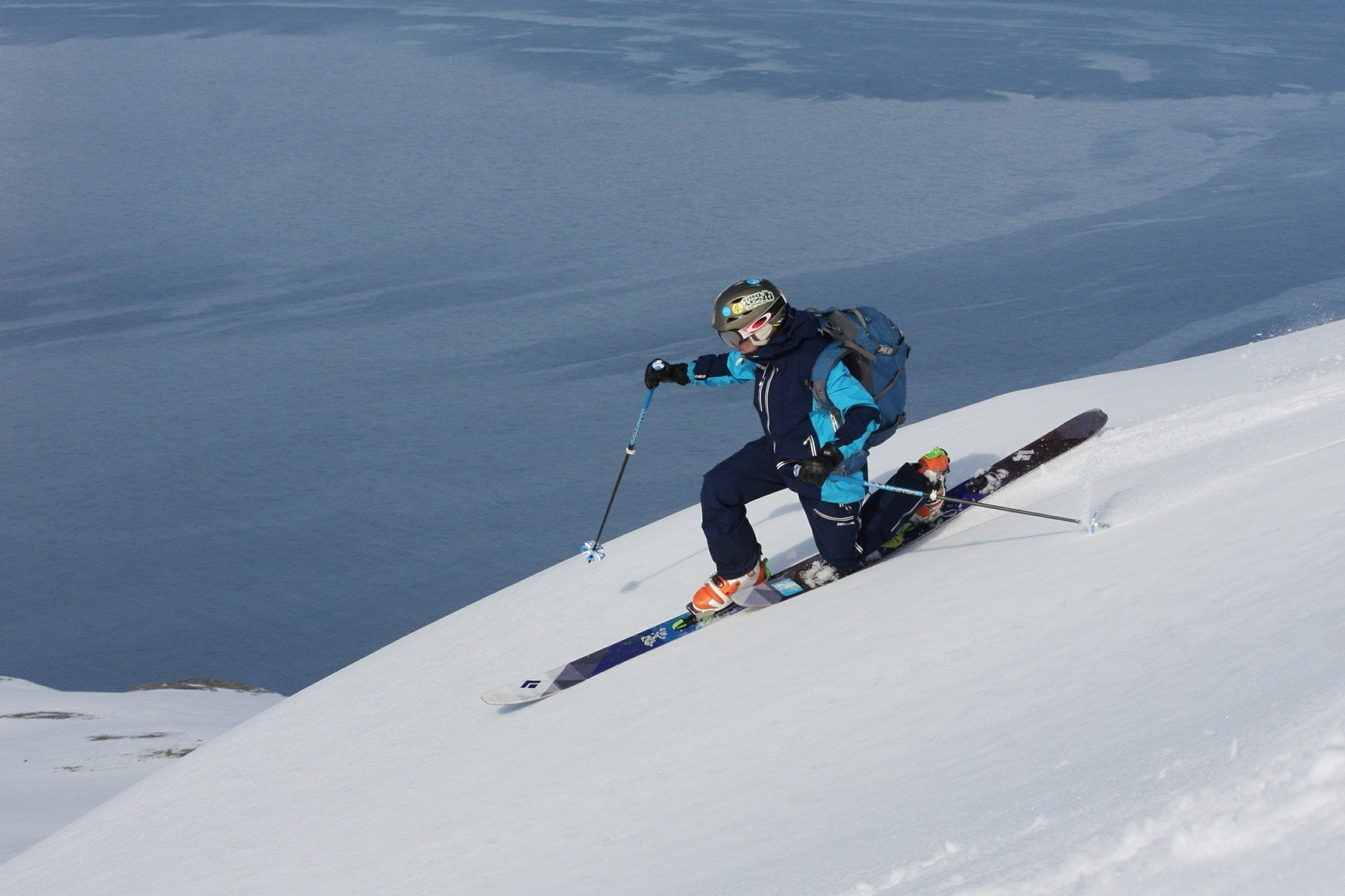
Лыжник демонстрирует технику телемарка во время фрирайд-спуска.

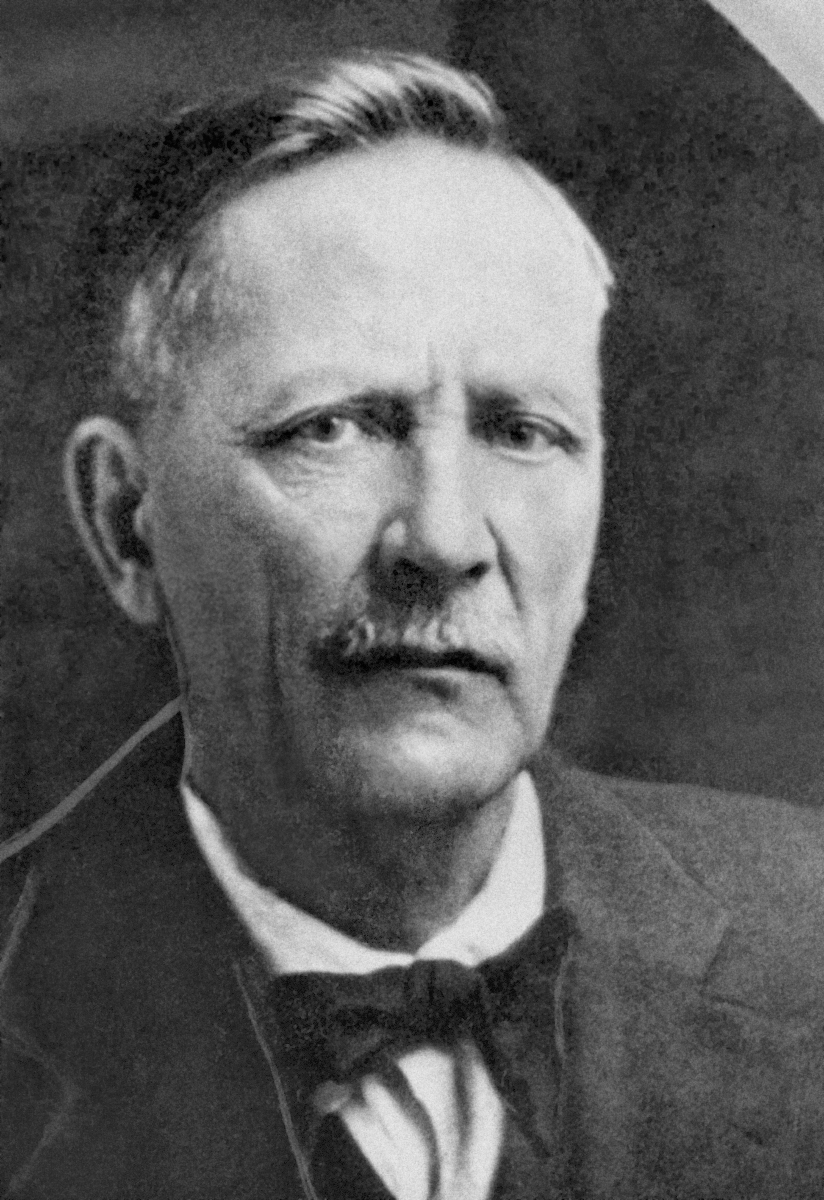
Сонре Норхейм - оснаватель техники спуска телемарк.

Телемарк (англ. Telemark) — одна из дисциплин лыжного спорта, а также популярный вид активного отдыха, стиль катания на лыжах, базирующийся на разножке и естественном для человека движении — шаге. Поворот в телемарке инициируется ведущей (внешней) ногой, при этом оба колена согнуты, а пятка задней ноги приподнята над лыжей. Именно поэтому крепления для телемарка существенно отличаются от горнолыжного крепления, они «намертво» прикрепляют к лыже лишь носок (рант) ботинка, оставляя при этом незакреплённой пятку. Именно поэтому второе название телемарка — Freeheel (свободная пятка). В традиционной системе креплений «75 мм» носок ботинка фиксировался при помощи трёх штырей (англ. pin). Отсюда возникло устаревшее разговорное название телемаркеров в США — «pinhead». 

## История
Техника спуска на лыжах стилем Телемарк появился в середине XIX века в Норвегии, в регионе Телемарк. Сондре Норхейм (Sondre 
Norheim), норвежский столяр и лыжник, считается отцом современного телемарка. В 1860-х годах он разработал технику телемарк-поворота, включавшую глубокое сгибание колена и выдвижение одной лыжи вперед во время поворота. Эта техника значительно улучшила контроль над лыжами и позволила производить более сложные маневры на склонах. Норхейм также усовершенствовал конструкцию лыж и креплений, что способствовало развитию этого стиля катания.
В 1970–1980-е годы телемарк пережил возрождение в США, когда лыжники начали использовать этот стиль для катания в горных условиях. Этот период известен как "ренессанс телемарка" (telemark renaissance), когда возросла популярность телемарка среди лыжников, искавших новые способы катания в горных районах.

## Техника катания
Агрессивный, или скандинавский, стиль характеризуется очень низкой стойкой с использованием «индейского шага». При этом разгрузка лыж перед началом поворота происходит вниз, с последующим разворотом плеч на колено передней ноги. Для данного стиля характерна высокая скорость и стабильность стойки, за счет низкого центра тяжести.
Другой, более «мягкий» стиль, популярный в США, Германии, Великобритании и некоторых других странах, характеризуется более высокой стойкой, с выраженной разгрузкой обеих лыж вверх перед началом поворота, с равномерным давлением на обе ноги. В данном стиле активно практикуется контрвращение. Этот стиль предполагает спокойное длительное катание по любым склонам, любой крутизны. По своему духу он близок к туризму и бэккантри.

## Снаряжение для телемарка

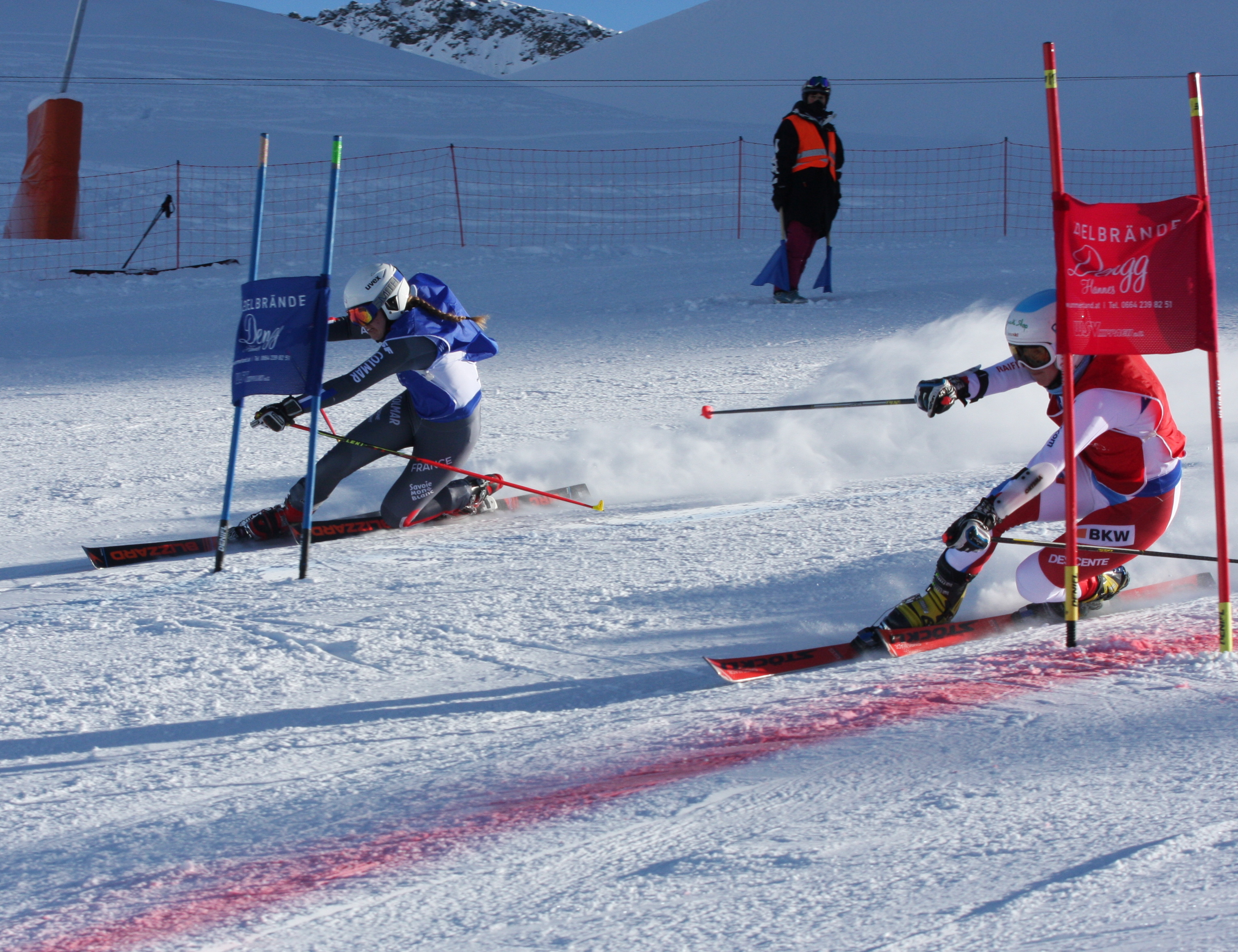
Параллельный спринт FIS «Телемарк» сочетает в себе элегантность телемарка и захватывающие соревнования.

Снаряжение для телемарка (анг.Telemark skiing equipment) — это специализированное снаряжение для телемарк-катания, дисциплины, 
которая сочетает элементы альпийских и беговых лыж. Телемарк отличается характерной техникой, когда пятка ботинка остаётся свободной. Для выполнения телемарк-поворотов и спусков необходимы лыжи, ботинки и крепления, обеспечивающие баланс между стабильностью и гибкостью. Снаряжение также адаптируется к различным условиям: подготовленные трассы, скитур и глубокий снег.
Эволюция снаряжения для телемарка отражает развитие этого вида спорта: от кожаных ботинок и простых креплений в Норвегии XIX века до современного высокотехнологичного снаряжения, созданного для универсальности, безопасности и инноваций.

### Лыжи для телемарка
Лыжи для телемарка сочетают характеристики альпийских лыж и манёвренность беговых. Их конструкция делает их универсальными, позволяя лыжникам кататься как на трассах с подъёмниками, так и на неподготовленных склонах.
Категории:
- Freeride skis — средней ширины, для смешанного рельефа.
- Sports/racing skis — более узкие и жёсткие, для высокой скорости и точности.
- Backcountry skis — лёгкие и широкие, для скитура и катания вне трасс.
- Powder skis — очень широкие, обеспечивают плавучесть в глубоком снегу.

### Ботинки для телемарка
Ботинки для телемарка (анг.Тelemark boots) имеют изгиб в носочной части, подобный сильфону, который позволяет сгибать колено при поворотах, сохраняя поддержку стопы. Первые модели были кожаными и обеспечивали гибкость, но не хватало жёсткости. Пластиковые ботинки, появившиеся в 1990-х (например, Scarpa, 1992), улучшили прочность, жёсткость и контроль на спусках.
Типы:
- Traditional 75 mm boots — с удлинённой «duckbill» подошвой, совместимы с классическими 75 mm креплениями.
- NTN boots — современные, без «duckbill», для креплений NTN.
- TTS boots — гибридные, совместимые с системами Tech-Toe.
- Backcountry boots — более лёгкие, с режимом ходьбы, сочетают комфорт и эффективность.
- Leather boots — кожаные, используемые энтузиастами за эстетику и гибкость.

### Крепления для телемарка
Крепления для Телемарка (анг.Telemark bindings) фиксируют ботинок только в носке, оставляя пятку свободной, что отличает их от альпийских креплений. Тип крепления определяет контроль, чувствительность и подвижность при подъёмах.
Системы креплений:

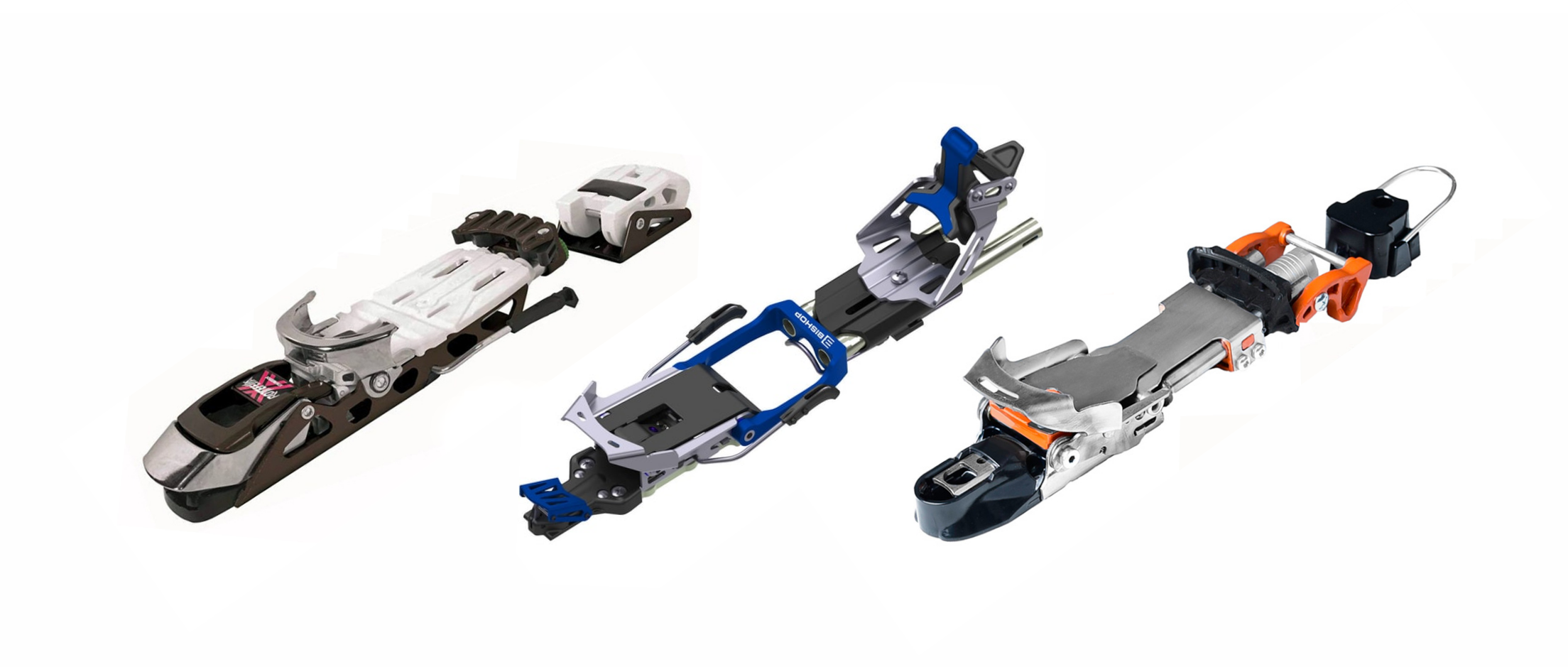
Крепления Telemark NTN - современная система с улучшенной безопасностью и контролем..

- NTN binding system — современная система с улучшенной безопасностью и контролем.
- 75 mm Norm (Duckbill) — классическая система с кабелями и пружинами, ценится за традиционное ощущение.
- NTN (New Telemark Norm) — представлена Rottefella в 2006 году; улучшает передачу энергии, контроль кантов и безопасность.
- TTS (Telemark Tech System) — лёгкие крепления с пинами, ориентированные на эффективность скитура.
- NNN BC (New Nordic Norm Backcountry) — для лёгкого телемарк-катания и прогулок.

### Дополнительное снаряжение

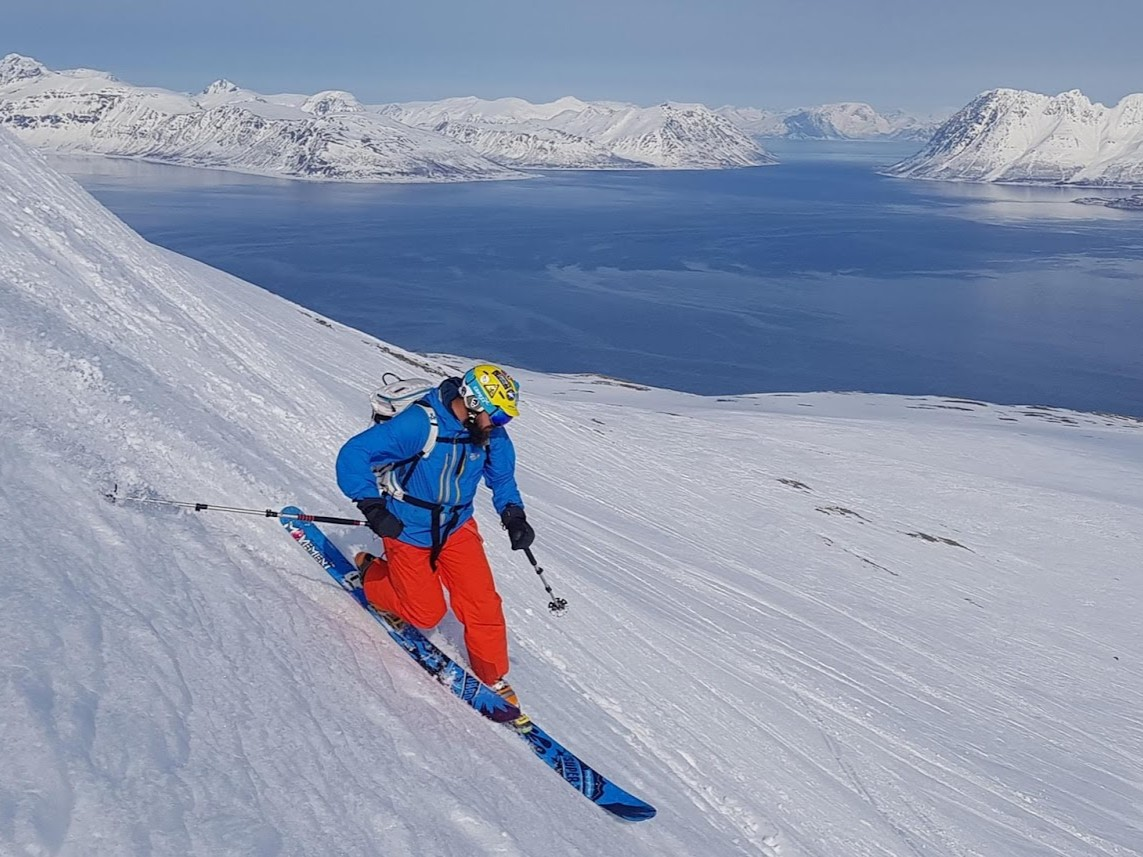
Лыжник Telemark — фрирайд в Люнгенских Альпах.

- Climbing skins (камуса) — используются для скитура, предотвращают скольжение назад.
- Ski crampons (кошки для лыж) — для льда и крутых подъёмов.
- Safety gear (снаряжение безопасности) — шлемы, лавинные датчики, лопаты, зонды.

## Соревнования и федерации
Международным органом, регулирующим телемарк, является FIS (International Ski Federation). Главным соревнованием считается Telemark FIS World Cup, где спортсмены демонстрируют технику, скорость и выносливость.

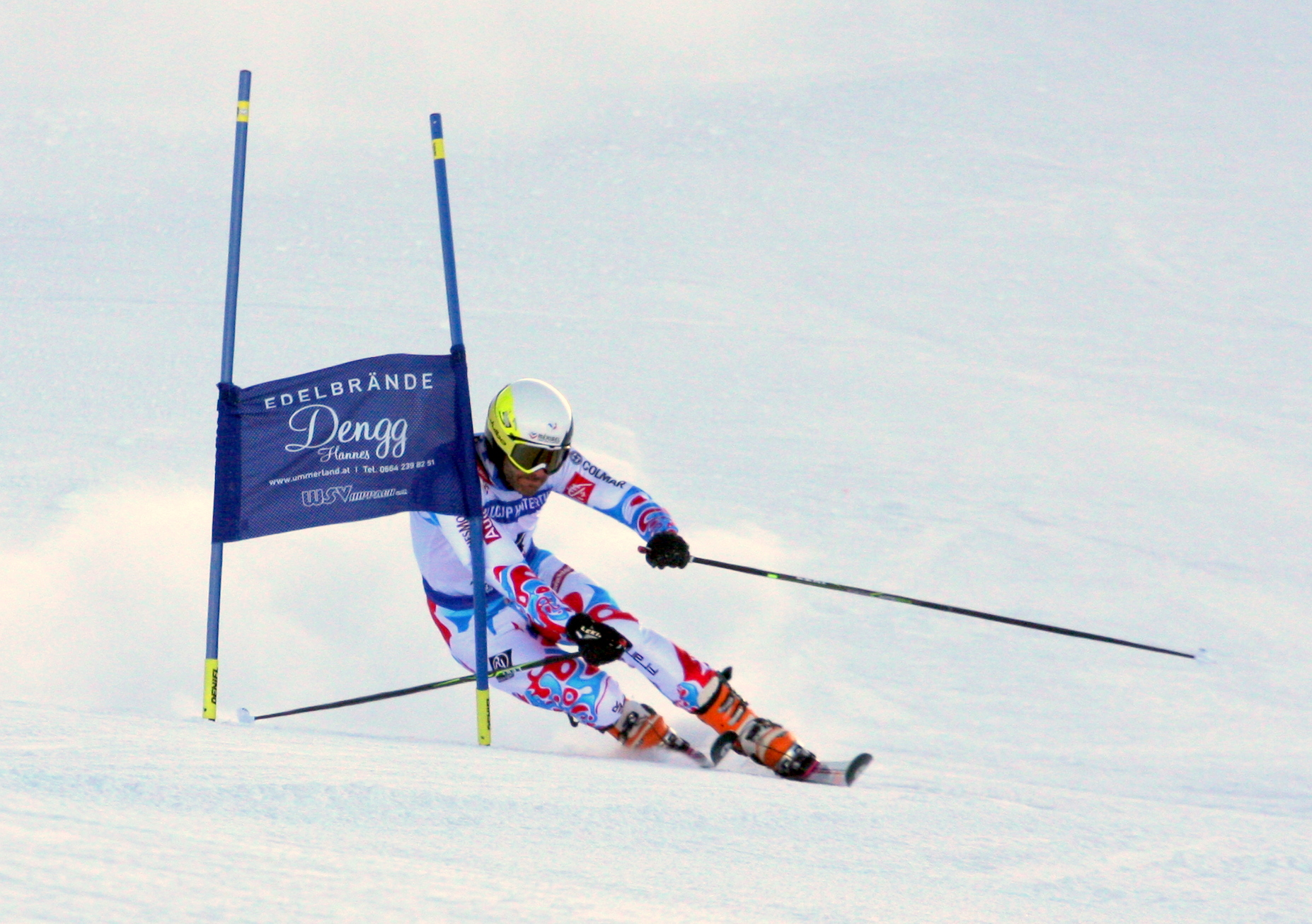
Соревнования по телемарку FIS Classic.

### Дисциплины
Соревнования по телемарку включают:
- Classic
- Sprint
- Parallel Sprint
- Telemark Cross

Каждый спуск в телемарк-гонках включает несколько обязательных элементов: участок слалома, прыжок с выполнением телемарк-позиции при приземлении, поворот на 360° (reipelykkje) и отрезок с «лыжным бегом» (skating), где спортсмен должен преодолеть часть трассы, сохраняя скорость и устойчивость. Таким образом, соревнования в телемарке представляют собой своеобразное многоборье, сочетающее техническое мастерство, силу и выносливость.

## Внешние ссылки
- FIS Telemark — секция телемарка в составе Международной федерации лыжного спорта и сноуборда (FIS), которая курирует проведение международных соревнований по телемарку.
- Norsk Skieventyr — «Норвежское лыжное приключение», национальный лыжный музей в деревне Моргедал, Телемарк, Норвегия, родине лыжного пионера Сондре Нурхейма (1825–1897).
- Telemark-skiing.info — независимый сайт, выступающий в качестве международного центра, объединяющего любителей телемарка по всему миру.
- Лыжный музей в Холменколлене — основан в 1923 году, а с 1951 года располагается в районе Холменколлен, Осло; является старейшим лыжным музеем в мире.